# La Faute de Monique

La Faute de Monique est un film français réalisé par Maurice Gleize et sorti en 1928.

## Fiche technique
- Réalisation : Maurice Gleize
- Scénario : d'après le roman Monique - Poupée française de T. Trilby [1].
- Photographie : Raymond Agnel
- Décors : René Renoux
- Production :  European Film
- Date de sortie : 
  - France : 28 décembre 1928

## Distribution
- Sandra Milovanoff
- Victor Vina
- Rudolf Klein-Rogge
- Esther Lekain
- Bobby Blanc
- Paul Ceriani
- Marcelle Weill
- Yvette Dubost
- Gilberte Savary